# Alvise Zichichi
Alvise Zichichi   (Milà, 4 de juliol de 1938 - Roma, 21 de juny de 2003) fou un jugador d'escacs italià, que tenia el títol de Mestre Internacional des de 1977. Fou un cop guanyador del campionat d'escacs d'Itàlia (1984).

## Resultats destacats en competició
Des de mitjans de la dècada de 1960 fins a mitjans de la dècada de 1980, Zichichi va ser un dels jugadors d'escacs italians més forts. Va guanyar tres medalles al Campionat d'escacs d'Itàlia: una d'or (1984) i dues de bronze (1973, 1985). Alvise Zichichi també va guanyar el Campionat italià sènior d'escacs (+60) l'any 2000.
Alvise Zichichi va tenir diversos èxits en torneigs internacionals d'escacs; va compartir el 3r lloc al fort torneig d'escacs de Reggio Emilia (1969/70), va compartir el 1r lloc a Reggio Emilia (1974/75), va compartir els llocs 3r-4t a Roma (1976), el 3r-5è llocs compartits a Eksjö (1976), 1r lloc a Catanzaro (1979) i 3r-5è lloc compartit a Atenes (1979).

### Participació en competicions per equips
Zichichi va jugar representant Itàlia a les Olimpíades d'escacs següents:
- El 1966, al tercer tauler de la 17a Olimpíada d'escacs a l'Havana (+9, =7, -1),
- El 1968, al tercer tauler de la 18a Olimpíada d'escacs a Lugano (+9, =6, -1),
- El 1970, al quart tauler de la 19a Olimpíada d'escacs a Siegen (+8, =4, -3),
- El 1974, al primer tauler de reserva a la 21a Olimpíada d'escacs a Niça (+1, =0, -5),
- El 1980, al segon tauler de la 24a Olimpíada d'escacs a La Valletta (+3, =4, -2),
- El 1984, al quart tauler de la 26a Olimpíada d'escacs a Tessalònica (+5, =4, -2),
- El 1986, al segon tauler de reserva a la 27a Olimpíada d'escacs a Dubai (+2, =0, -2).

Zichichi va representar Itàlia també a la Copa Clare Benedict:
- El 1973, al tercer tauler de la 20a Copa Clare Benedict a Gstaad (+0, =3, -2).

### Altres activitats
Alvise Zichichi va ser l'organitzador de molts tornejos d'escacs, incloses onze edicions de torneigs internacionals a Roma. El 1996–2002 va ser el president de la Federació Italiana d'Escacs. Durant molts anys, Zichichi va ser també l'editor de la revista italiana Scacchitalia .